# نجد ترميت

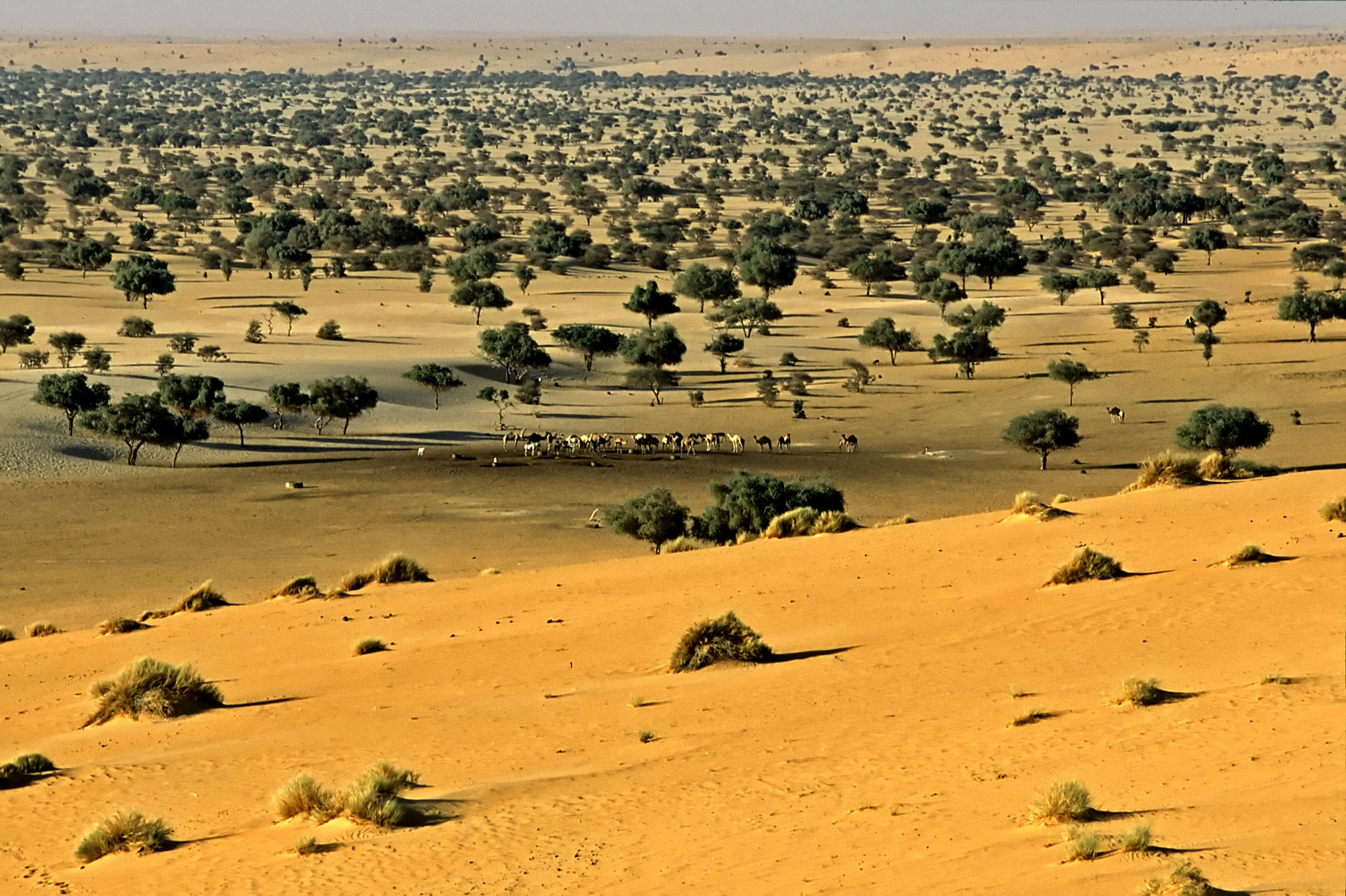
جزء من نجد ترميت

نجد ترميت (أو مرتفعات ترميت) هي منطقة جبلية بالقرب من منطقة جبال آير على الحافة الجنوبية للصحراء الكبرى (صحراء تينيري) جنوب شرقي النيجر.
تحوي منطقة الترميت النجدية على محمية طبيعية مساحتها 700 ألف هكتار من أجل حماية أنواع الظباء والمها الموجودة في تلك المنطقة.